# جزر توركس وكايكوس
جزر توركس وكايكوس أو كيكوس (بالإنجليزية: Turks and Caicos Islands) أرخبيل جزر بالكاريبي.

## تاريخ
يعتمد اقتصاد جزر توركس وكَيكوس على السياحة والصيد البحري وعلى القطاع المالي الحر (أفشور) ويتم تصدير جراد البحر وصدفة الأذن ولحوم الأسماك. اكتشف جزيرة تورك الكبرى كريستوف كولومبوس في 1492. استكشف الأرخبيل الإسباني خوان بونس في 1512 ولكنه بقي خاليا من السكان. في 1678 بدأ البرموديون في تنمية صناعة الملح لتصبح الجزيرة من أكبر المنتجين العالميين للملح.
1799: تم تمثيل الجزيرة في مجلس البهاما.
1873: ألحقت الجزيرتين بجمايكا بطلب من السكان وبذلك أصبحوا يتبعون للمستعمرة جمايكا البريطانية حتى 1962.
كان حاكم جزيرتي توركس وكَيكوس حاكم البهاما أيضا من سنة 1965 إلى 1973، تاريخ حصول البهاما على الاستقلال لتصبح تحت إدارة حاكم خاص بهما.
أصدرت أمريكا غلافا خاصا لها عام 1983 بمناسبة مرور 20 عاما على استقلالها ويحمل طابعا فئة 20 سنت أمريكي بصورة الرئيس السابق جون كينيدي.

## اقتصاد
يعتمد اقتصاد جزر توركس وكَيكوس على السياحة والصيد البحري وعلى القطاع المالي الحر (أفشور).
يتم تصدير جراد البحر وصدفة الأذن ولحوم الأسماك.

## تعليم
جامعة سانت كلمنتس (بالإنجليزية: St. Clements University) جامعه6 مرخصة في جزر تركس وكَيكوس وتتبع للتاج البريطاني هي جامعة عالمية تعتمد على نظام التعليم المفتوح أو ما يسمى الدراسة عن بعد أو التعليم الإلكتروني، معترف بها في معظم دول العالم. ومعترف بها في اليونسكو والاتحاد الأوروبي، ولها عدة اتفاقيات توأمة مع أغلب الجامعات العالمية.
أنشأت الجامعة في عام 1995 في جزر تركس وكَيكوس في المحيط الهندي وتتبع التاج البريطاني ولها مقر إداري في مدينة إدليد في أستراليا.
تعتمد الجامعة على أحدث الأساليب الأكاديمية في دراستها، وأحدث الكتب المنهجية، وللجامعة مكتب كبير في جمهورية العراق، وآخر في جمهورية اليمن، فيما يقع المركز الإقليمي للتنسيق الإداري والتقويم الأكاديمي في الأردن.